# 2020年韓國民法部分修正案
2020年韓國民法部分修正案（韩语：／），俗稱具荷拉法（韓語：구하라법），是韓國女子團體「KARA」成員具荷拉過世後，她的生母在遺棄她多年後仍主張繼承而引發的韩国法律修正案。

## 背景
2019年11月24日，首爾地方警察廳江南警察署表示，6時41分（韓國時間）發現具荷拉身亡，得年28歲。具荷拉身亡再次引发韩国网民发起针对「加强网路犯罪及恶评行为的处罚」和「加强对性犯罪处罚」的请愿，一天之内超过20万人参与。
她的親生母親宋某在她去世後要求分得她的不動產變賣所得的一半。宋某在具荷拉9歲時就離家出走，此後20多年沒有任何聯繫。根據具荷拉兄長的律師說法，具荷拉生前常常表達「對母親的憤怒、遺憾與空虛感，並且認為母親的拋棄行為對她選擇自殺可能有一定影響」。甚至具荷拉的兄長還透露，「這位所謂的親生母親在女兒的喪禮上竟然要求與來悼念的藝人們合照」。

## 修法過程

### 第一次修法
在具荷拉去世之前的2018年，已有針對民法第1004條是否侵犯財產權的憲法訴訟，但韩国宪法法院最終駁回了該訴訟，理由是‘未履行扶養義務’的標準過於模糊，因此不構成對財產權的侵害。不過，這並不意味著不能在第1004條中新增違反扶養義務的內容，因此相關修法討論仍然可以進行。
具荷拉的兄長開始呼籲修改現行的繼承法，強調應該限制那些未履行養育義務的父母的繼承權。現行的法律並未對這類情況作出明確規定，只針對殺人、傷害、詐欺等極端情況下的繼承人失格進行了規範。此外，現行法律中的“貢獻分配制度”僅在非常特殊的情況下承認父母的貢獻，並限制另一方的繼承權。
2020年3月18日，具荷拉的兄長透過律師以具荷拉的名字為該法命名，向國會提出了國民同意請願，主張增加繼承人失格原因，如未履行直系尊親屬的保護與扶養義務，並放寬“貢獻分配制度”中“特殊貢獻”的概念，改為相對比較的概念。
2020年4月3日，‘具荷拉法’的國民同意請願獲得了10萬人的支持，並提交至國會法制司法委員會進行審議。4月29日，國會法制司法委員會針對‘具荷拉法’進行了討論，並將其交由法案審查第1小委員會繼續審議。委員會在討論中指出，如果將“未履行扶養義務”等抽象概念新增為繼承失格原因，可能會引發更多的繼承糾紛，進而影響法律的穩定性。此外，因繼承人資格未能及時確定，可能會導致繼承財產的債權與債務關係長期不穩。儘管如此，共同民主黨議員宋基憲表示，普遍共識是長期未履行扶養義務者不應享有繼承權，但具體的條文制定仍需進一步討論，並計劃在5月國會內完成這項修法。
然而，2020年5月20日，在第20屆國會的最後一次全體會議上，由於時間緊迫且議題繁多，‘具荷拉法’未能在法制司法委員會順利通過，並隨著國會會期的結束而自動失效。這意味著這項法案在第20屆國會中無法獲得進一步的審議機會，讓具荷拉的兄長和支持者們深感失望。

### 第二次修法
在2020年6月3日，第21屆大韓民國國會上，共同民主党議員徐瑛教再次提出了‘具荷拉法’。2020年7月1日，具荷拉的兄長針對親生母親提起的繼承分割訴訟首次開庭，庭審以不公開方式進行。
2020年8月23日，親生母親在TV朝鮮《Exploration sidewalk seven》(韓語：탐사보도 세븐)節目中公開露面，聲稱‘我生了她，理所當然有一半是我的’，公開反對‘具荷拉法’的發言引發了眾多網友的強烈批評。
2020年12月1日，被稱為‘公務員具荷拉法’的《公務員災害補償法》和《公務員年金法》已通過並實施。根據新法，若有領取災害遺族給付的公務員身亡，而其父母未履行養育責任，則經過審查後可不向該父母支付部分或全部給付。至於公務員個人財產，則依照民法處理，與一般職業者相同。
2020年12月21日，光州家庭法院在繼承財產分割審判中，承認了具荷拉父親的養育貢獻，並根據這一點將繼承份額分為6:4。這在當時的法律框架下是一個重要的進步，但仍無法否認在現行民法體系內，親生母親依然有繼承權的現實。此後，雙方均未提出上訴，一審判決確定。
2021年1月7日，韩国法务部再次公佈了民法修正草案，新增了第1004條之2等條文，內容為：如果繼承人未履行對被繼承人的扶養義務或有其他嚴重不當行為，則可以通過法院裁定剝奪其繼承權。
2021年6月15日，民法部分修正法案通過了國務會議，並於6月17日提交國會，目前仍在國會審議中。
2023年12月17日，與具荷拉事件相似的大洋號沉沒事故中，一位船員金鍾安失蹤後，其在他兩歲時便離家的親生母親時隔54年竟現身，試圖獨占公寓與保險金。這引發了‘喚醒國會內沉睡的具荷拉法’的聲音。
最終，因為政治分歧及立法優先順序的問題，‘具荷拉法’再次未能通過國會法制司法委員會，並於2024年5月28日第21屆大韓民國國會最後一次全體會議上自動失效。

### 憲法法庭裁定
隨著時間的推移，2024年4月25日，韩国宪法法院裁定，現行民法中要求即使對家人有虐待等不孝行為的人，仍必須依法分配一定比例的遺產（即留分）的規定違反大韓民國憲法。因此，「具荷拉法」的推動終於成為定局。憲法法院決定，規定留分的民法第1112條第1至第3項的效力將只承認到2025年12月31日為止，並且如果國會在此之前不修改法律，該條款將失效。憲法法院表示，「承認遺棄、長期虐待或在精神上、身體上虐待家人的繼承人享有留分權，與一般國民的法律感情和常識相悖」，並且認為「未對留分失效事由另行規定是不合理的。」
| 民法條文          | 內容 | 裁定     |
| ----------------- | --- | -------- |
| 第1112條 第4項    | 規定兄弟姐妹的留分                                                                                           | 違憲     |
| 第1118條 部分條文 | 不承認在共同繼承人中，對過世者提供長期特殊照顧或在財產形成上有貢獻的人（貢獻繼承人），在分配遺產時的例外情況 | 憲法不合 |
| 第1113條 第1項    | 將以公益捐贈、家業繼承等目的贈與的財產，無一例外地納入計算留分的“基礎財產”中                                 | 合憲     |
| 第1114條          | 若有意圖損害留分權利人的情況下贈與，則將該贈與額納入基礎財產                                                 | 合憲     |
| 第1115條          | 留分返還時，原則上要求返還原物                                                                               | 合憲     |
| 第1118條 部分條文 | 將已故者生前贈與共同繼承人的財產（特殊收益），無論贈與時間均納入基礎財產                                     | 合憲     |

### 第三次修法
在經過五年的時間與兩次廢止後，終於在2024年8月28日，‘具荷拉法’於第22屆大韓民國國會全體會議上通過。該法規定，繼承人若作為被繼承人的直系尊親屬，卻嚴重違反扶養義務、犯有重大罪行，或對被繼承人有極度不當的待遇，可被剝奪繼承權。實際剝奪繼承權須經由被繼承人的遺囑或共同繼承人的申請，由家庭法院裁定。該法預計於2026年1月開始實施。此外，該法律還允許自2024年4月25日憲法法院作出相關裁決後發生的繼承案件適用。